# Andrew River (Franklin River)
Der Andrew River ist ein Fluss im Südwesten des australischen Bundesstaates Tasmanien. 

## Geografie

### Flusslauf
Der Fluss entspringt an den Südosthängen des Pyramid Peak in der West Coast Range, unweit der Südspitze des Lake Burbury, in den auch ein Teil seines Wassers abgeleitet wird. Von dort fließt er nach Südosten, entlang der Südwestflanke der Engineer Range. Etwa vier Kilometer östlich des Mount McCall mündet er in den Franklin River.

### Nebenflüsse mit Mündungshöhen
- Wright River – 165 m
- Looker River – 124 m[1]

### Durchflossene Stauseen
- Lake Burbury – 230 m[1]